# Galovac (Bjelovar)
Galovac is een plaats in de gemeente Bjelovar in de Kroatische provincie Bjelovar-Bilogora. De plaats telt 508 inwoners (2001).